# 1-Пропиламин
1-Пропиламин — органическое вещество состава C3H9N, принадлежащее к классу аминов.

## Физические свойства
Бесцветная летучая прозрачная жидкость со специфичным аммиачным запахом.
Неограниченно смешивается с водой и большинством органических растворителей.

## Химические свойства
Типичный представитель алифатических аминов.
При хранении недопустимо применение сосудов из меди или её сплавов.

## Получение

### Лабораторные методы
В лабораторных условиях 1-пропиламин получают:
- гидрированием акрилонитрила;
- восстановительным аминированием аллилового спирта;
- гидрированием аллиламинов.

### Промышленные методы
В промышленности 1-пропиламин получают восстановительным аминированием пропионового альдегида на катализаторах (Ni, Co, Cu) при 160-250 °C и давлении 0,1-5,0 МПа.

## Применение
1-Пропиламин применяют в качестве модификатора целлюлозы, экстрагента бурых углей (в смеси с бензолом и спиртами), ингибиторов коррозии меди и стабилизаторов перекиси водорода в травильных растворах. На его основе производят охлаждающие жидкости; композиции для удаления влаги с поверхности металла, стекла и керамики; инсектициды, различные фармацевтические препараты, присадки к смазочным маслам, красители, смолы для обработки текстильных и кожевенных изделий, деэмульгаторы нефти и т.п..

## Токсичность
1-Пропиламин токсичен. В больших концентрациях поражает нервную систему, печень и почки. Раздражает кожу (но не проникает через неё), слизистые оболочки глаз и верхних дыхательных путей.
ПДК в воздухе рабочей зоны — 5 мг/м³.